# (1578) Kirkwood
(1578) Kirkwood, també conegut com a 1944 DF, 1949 TF, 1951 A i 1952 FK, és un asteroide que va ser descobert el 10 de gener del 1951 al Goethe Link Observatory a prop de Brooklyn, Indiana per l'Indiana Asteroid Program. Aquest programa va ser concebut i dirigit per Frank K. Edmondson, de la Universitat d'Indiana. Les plaques fotogràfiques es van parpellejar i es van mesurar astromètricament per B. Potter i, després de la seva jubilació, per D. Owings; i la fotometria es va obtenir sota la direcció de Tom Gehrels. Durant els anys 1947-1967, quan es van exposar les plaques, un gran nombre de persones van participar en diversos aspectes del programa. L'asteroide porta el nom de l'astrònom Daniel Kirkwood (1814-1895), que era un professor de la Universitat d'Indiana.